# Crossover (automóvel)

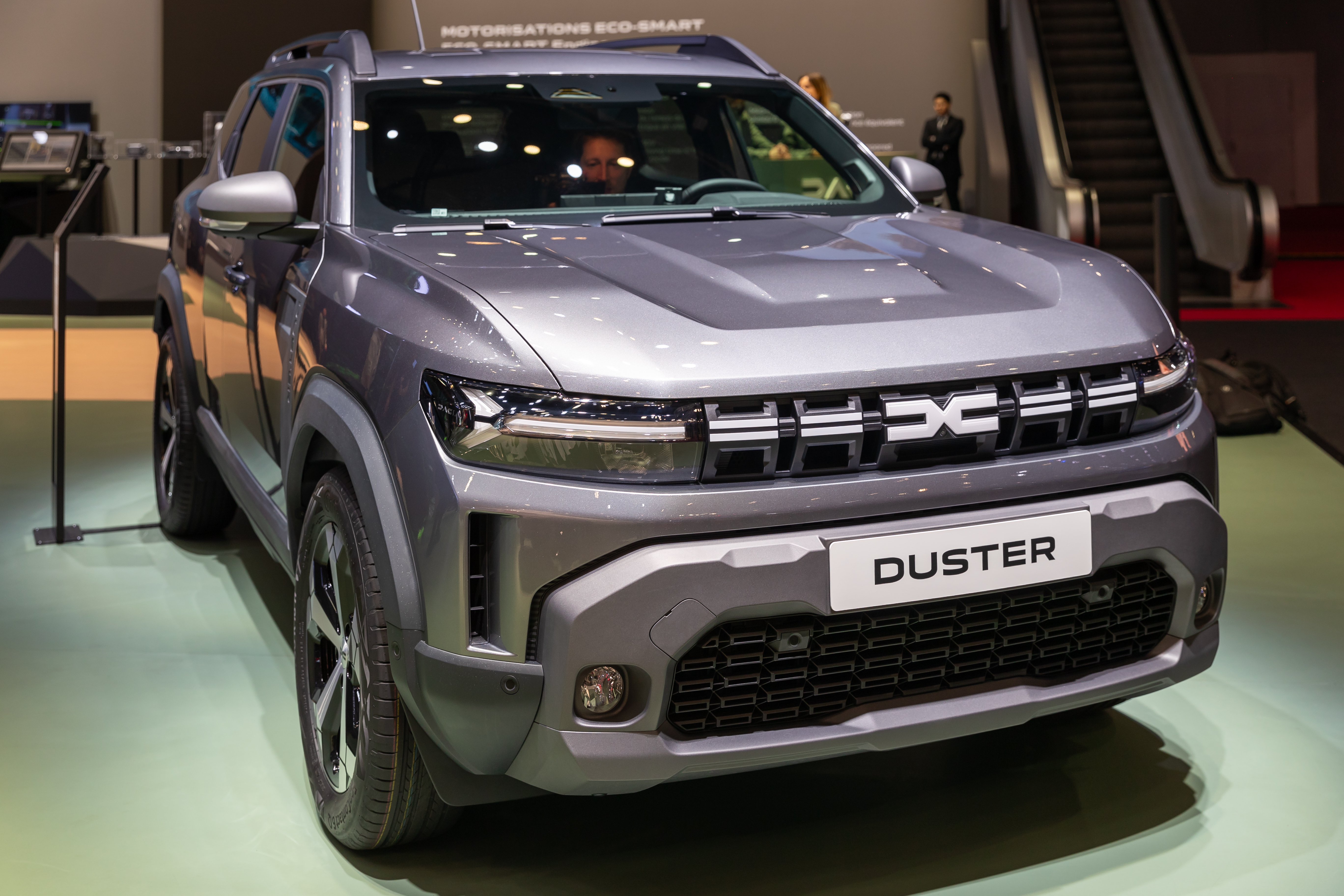
O Renault Duster é um bom exemplo de um crossover com sua plataforma baseada no Renault Mégane com poucas características de SUV.

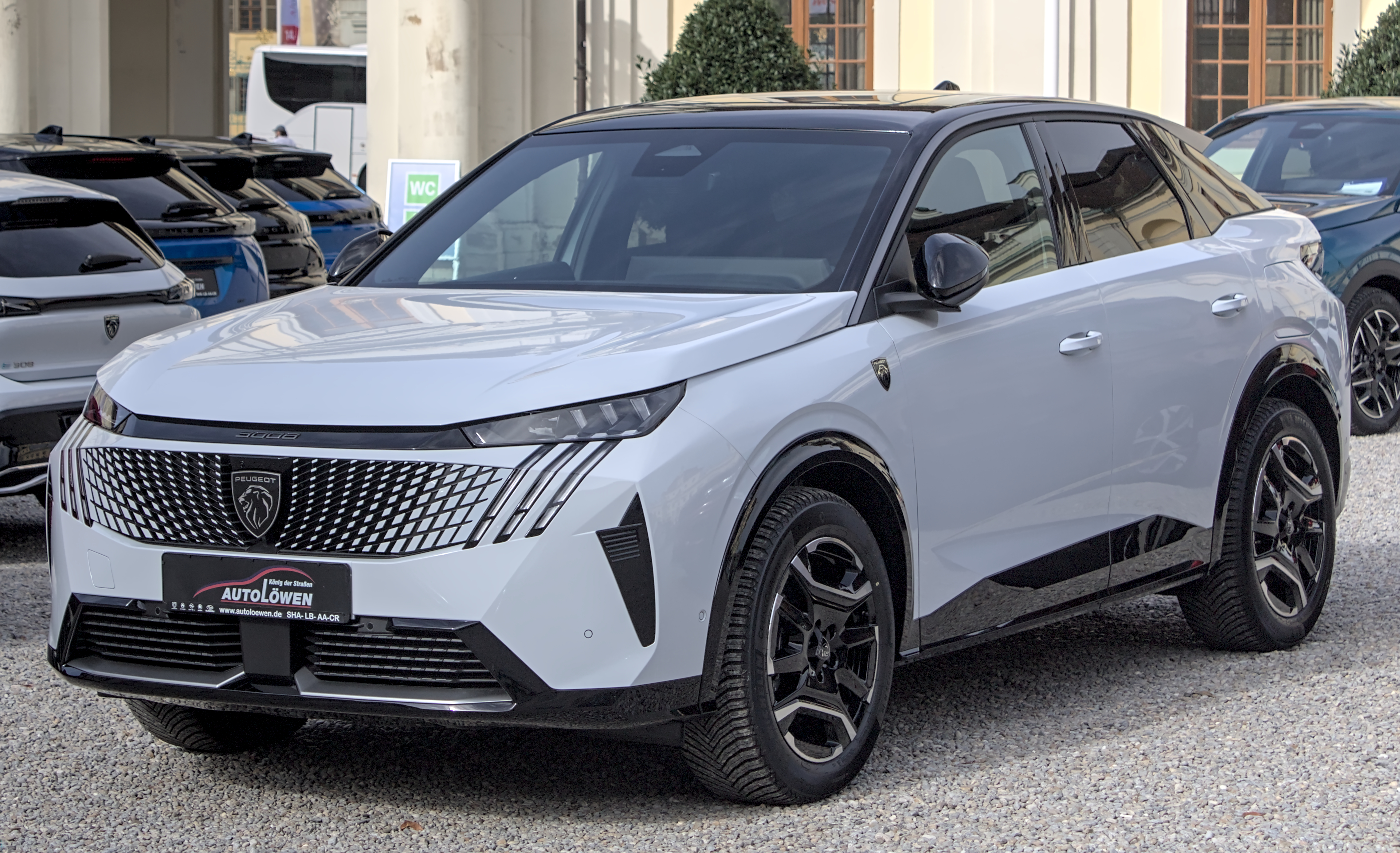
O Peugeot 3008 é um exemplo de um crossover híbrido de tração elétrica Hybrid4

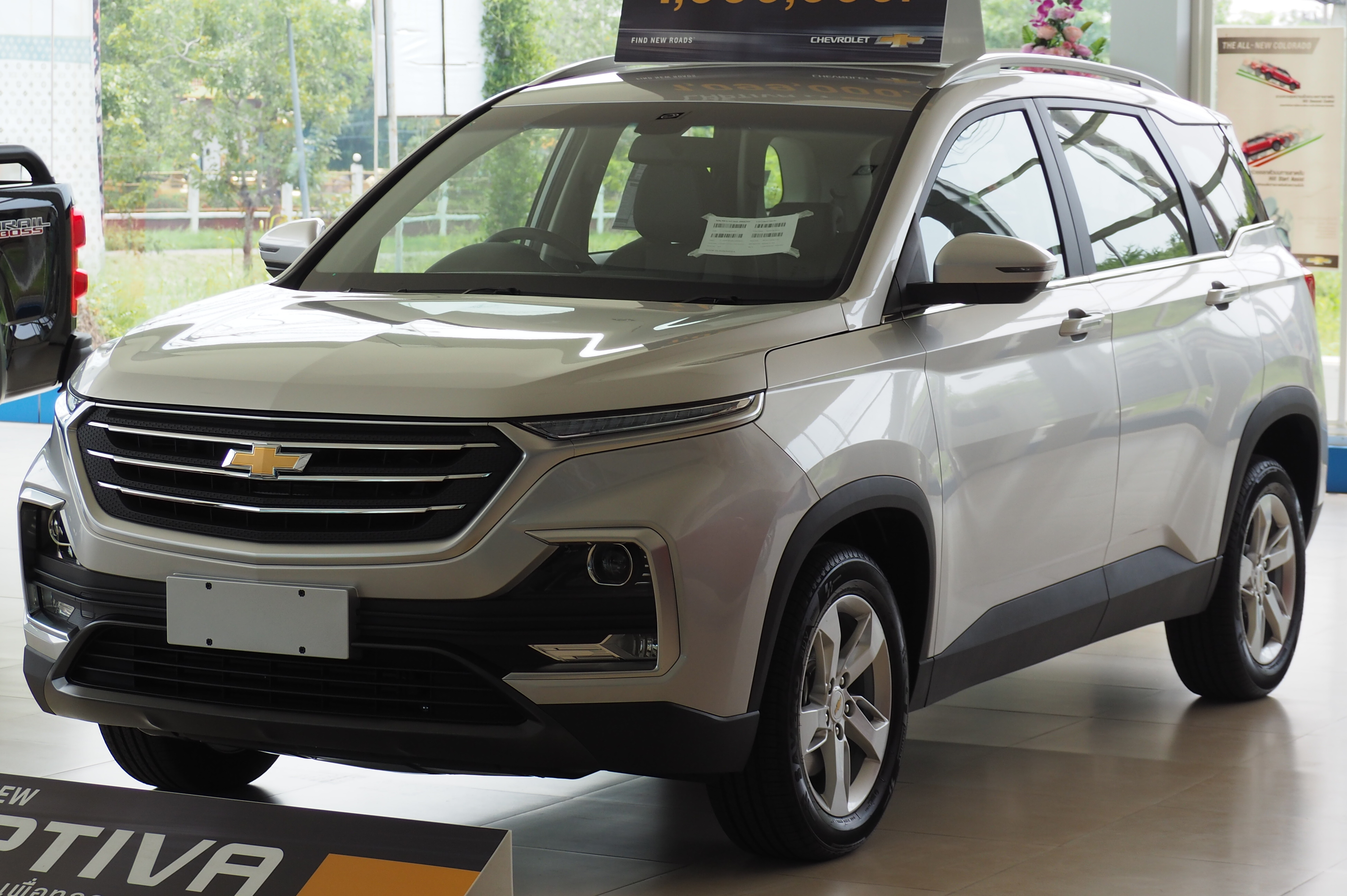
O Chevrolet Captiva é um exemplo de um crossover maior, com várias características de SUV.

Crossover é um termo usado para definir os automóveis fabricados utilizando a base de um carro de passeio com adaptações para adquirir características de um SUV. Também pode receber a denominação CUV (Crossover Utility Vehicle).
O crossover combina, dependendo do modelo, mais ou menos características de um SUV, como espaço interior, altura em relação ao solo, pneus grandes, altura dos assentos, tração 4x4.
O fator principal que o difere de um SUV comum é a construção de sua carroceria em monobloco (Monocoque, em inglês) derivada de veículos compactos ou médios, mesma técnica utilizada na grande maioria dos veículos de passeio, enquanto as SUVs utilizam chassis baseadas em caminhonetes.
As vantagens de um crossover sobre um SUV é que, normalmente, são bem mais leves, sendo mais econômicos e mais ágeis, tanto na cidade como fora de estrada, por outro lado, na maioria dos casos, possuem motores menos potentes, também baseados em carros de passeio, diferentes das SUVs, que tem grandes motores com alto torque, por fazer grande sucesso nos Estados Unidos, a maioria em configuração V8. Por esse fato, os veículos crossover não tem as mesmas características de durabilidade, confiabilidade e força bruta.
No mercado brasileiro, se destacam mais os crossovers compactos, como o Ford EcoSport, Honda HR-V, Hyundai Creta, Jeep Renegade, Nissan Kicks, Renault Duster, Renault Captur, Mitsubishi ASX, Peugeot 2008, Citroën C4 Cactus, Chevrolet Tracker, Volkswagen T-Cross, Volkswagen Nivus, Chery Tiggo 5x, Fiat Pulse e Fiat Fastback.
Veículos urbanos com adereços não funcionais de off-road também são considerados crossovers. Por seu baixo custo em relação a opções maiores, são bem populares em países emergentes. Nessa categoria de "semi-crossovers" se encaixam Citroën C3 Aircross, Fiat Idea Adventure, Fiat Doblò Adventure, Fiat Palio Adventure Locker, Peugeot 2008, Peugeot 206 Escapade, Renault Sandero Stepway, Nissan Livina X-Gear, Volkswagen CrossFox e Hyundai HB20X.
Alguns exemplos de crossovers médios, podemos citar Honda CR-V, Peugeot 3008, Chevrolet Equinox, Volkswagen Tiguan, Volkswagen Taos, Jeep Compass, Hyundai Tucson, Hyundai ix35, Toyota RAV4, Toyota Corolla Cross, Mitsubishi Eclipse Cross e Chery Tiggo 7
Alguns exemplos de crossovers grandes, podemos citar Ford Edge, Mazda CX-7, Dodge Journey/Fiat Freemont, Jeep Commander (2021) e Chery Tiggo 8